# Andrea Adams-Frey
Andrea Adams-Frey (* 1966 als Andrea Adams) ist eine deutsche Sängerin christlicher Pop- und Lobpreismusik.

## Leben

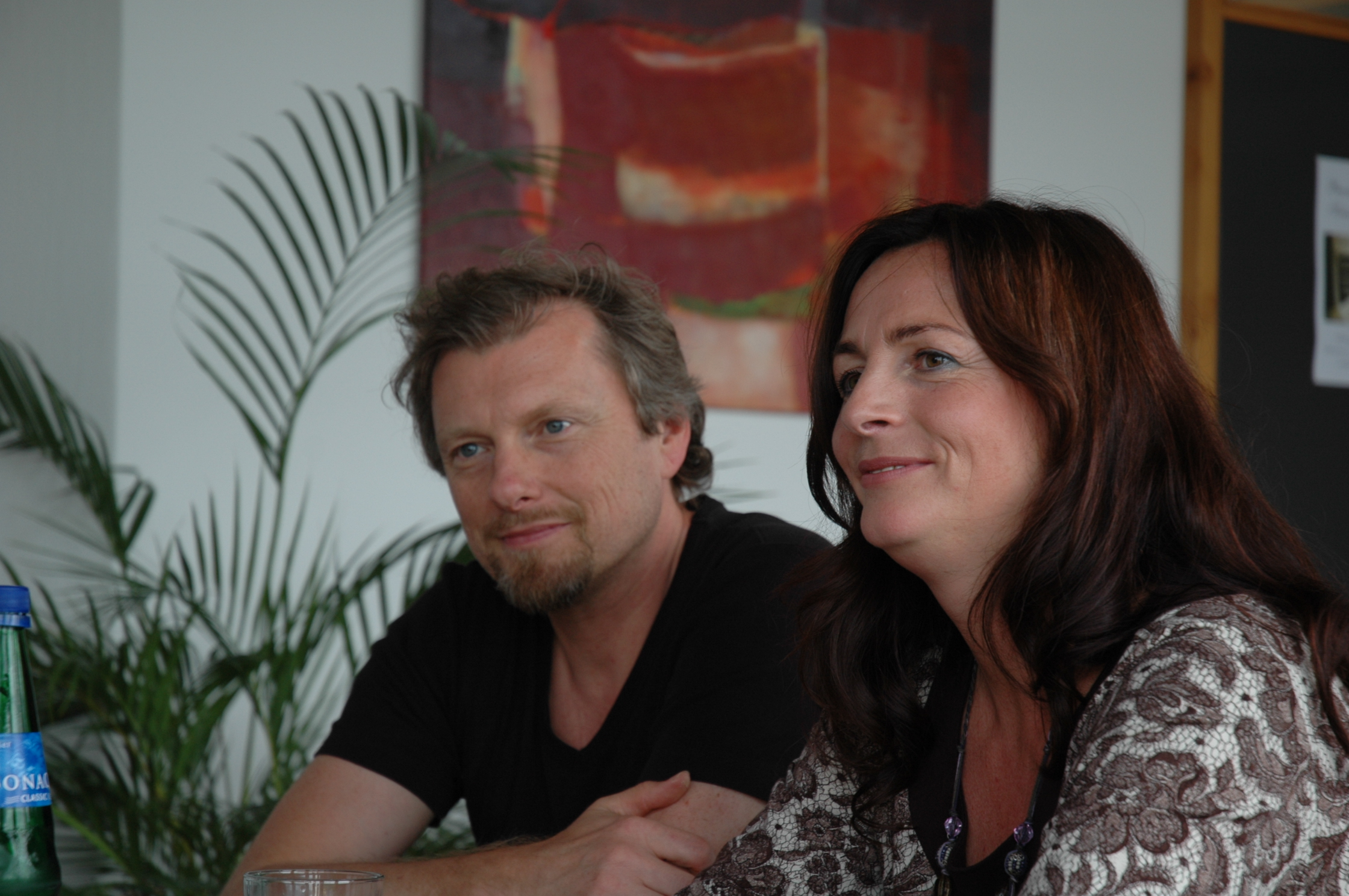
Andrea Adams-Frey und Albert Frey, 2010

Adams arbeitete zunächst in der säkularen Musikbranche und wirkte unter anderem mit Xavier Naidoo bei dem Musical Human Pacific in Mannheim mit. Später wurde sie drogen- und alkoholsüchtig. Als sie 1993 die erste internationale Broadcast-Evangelisation der Veranstaltungsreihe ProChrist, damals mit Billy Graham, besuchte, bekehrte sie sich zum christlichen Glauben. Danach zog sie sich aus dem Musikgeschäft zurück, begann eine Suchttherapie und arbeitete später als Kosmetikerin.
Ihr erster nennenswerter Auftritt nach langjähriger Pause fand schließlich bei der Bremer Veranstaltung von ProChrist im Jahr 2000 statt, wo sie erste eigene Lieder vortrug. Fortan arbeitete sie ausschließlich innerhalb der christlichen Musikszene.
2001 heiratete sie den Lobpreis-Musiker Albert Frey. Im selben Jahr veröffentlichte sie ihr erstes Soloalbum Aus der Tiefe, das inhaltlich ihr Leben reflektiert in Popsongs, Lobpreismusik sowie einem Choral. Ihr zweites Werk erschien 2004 als Das lila Album. Beide Alben wurden produziert von ihrem Mann Albert Frey und veröffentlicht vom Verlag Gerth Medien. 2006 stellten Andrea Adams-Frey und Albert Frey mit Land der Ruhe ihr erstes Kollaborationsalbum vor. Dem Konzept gefolgt sind inzwischen Zuerst geliebt (2008) und Im Namen des Vaters (2012). 2009 erschien das kollaborative Instrumentalalbum Klang der Stille in Zusammenarbeit mit Künstlern wie Florian Sitzmann, Lothar Kosse und Luca Genta, das die Lieder von Land der Ruhe in meditativen instrumentalen Arrangements und Vokaleinlagen von Andrea Adams-Frey präsentiert. 2011 erschien Andrea Adams-Freys drittes Solowerk Lebendig zunächst in limitierter Edition als Doppelalbum mit dem Soloalbum Urklang ihres Mannes, später dann als Einzel-CD.
2006 trat Andrea Adams-Frey gemeinsam mit ihrem Mann erneut bei ProChrist auf. Das Musikerpaar arbeitet auch zusammen bei Projekten wie Feiert Jesus!.
2018 erschien ihr Lied Danke für die Sonne, danke für den Regen, das sie 2008 gedichtet und komponiert hat, im evangelischen Gesangbuch Wo wir dich loben, wachsen neue Lieder – plus.

## Diskografie
| Jahr | Titel          | Verlag       |
| ---- | -------------- | ------------ |
| 2001 | Aus der Tiefe  | Gerth Medien |
| 2004 | Das lila Album | Gerth Medien |
| 2011 | Lebendig       | Gerth Medien |

### Kollaboration mit Albert Frey
| Jahr | Titel               | Verlag       |
| ---- | ------------------- | ------------ |
| 2006 | Land der Ruhe       | Gerth Medien |
| 2008 | Zuerst geliebt      | Gerth Medien |
| 2012 | Klang der Stille    | Gerth Medien |
| 2012 | Im Namen des Vaters | Gerth Medien |
| 2016 | Komm zur Quelle     | Gerth Medien |

### Mitwirkung bei Projekten
| Jahr | Titel                           | Verlag       |
| ---- | ------------------------------- | ------------ |
| 1996 | Folgen                          | Felsenfest   |
| 1999 | Hier bin ich                    | Felsenfest   |
| 1999 | Gott ist da!                    | SCM Hänssler |
| 2000 | Feiert Jesus! 6                 | SCM Hänssler |
| 2001 | WWJD – Die CD! 2                | Gerth Medien |
| 2001 | Feiert Jesus! 7                 | SCM Hänssler |
| 2002 | Suchen und finden               | Gerth Medien |
| 2003 | In Love With Jesus 5            | Gerth Medien |
| 2003 | Feiert Jesus! 9                 | SCM Hänssler |
| 2003 | Jahreslieder 7                  | Felsenfest   |
| 2004 | Leben mit Vision                | Gerth Medien |
| 2004 | Jahreslieder 8                  | Felsenfest   |
| 2004 | Feiert Jesus! 10                | SCM Hänssler |
| 2005 | Er geht mit uns                 | Felsenfest   |
| 2006 | Feiert Jesus! 12                | SCM Hänssler |
| 2006 | Hoffnungszeichen                | Felsenfest   |
| 2007 | Mit seinen Augen will ich sehen | Felsenfest   |
| 2007 | Wie von Flügeln getragen        | D&D Medien   |
| 2008 | 3:18                            | Gerth Medien |
| 2008 | Stille unterm Kreuz             | SCM Hänssler |
| 2008 | Jerusalem, geliebte Stadt       | Gerth Medien |
| 2011 | Feiert Jesus! 15                | SCM Hänssler |
| 2011 | Feiert Jesus! 17                | SCM Hänssler |
| 2012 | Gott hat uns nicht vergessen    | Gerth Medien |

### Gastauftritte
| Jahr | Titel                                   | Künstler                             | Verlag                 |
| ---- | --------------------------------------- | ------------------------------------ | ---------------------- |
| 1999 | Eine Handbreit neben mir                | ERF Chor                             | ERF Verlag             |
| 1999 | Im Gespräch                             | Frieder Gutscher                     | Cap! Music             |
| 2000 | Hand aufs Herz                          | Heiko Bräuning                       | Cap! Music             |
| 2000 | Beziehungen                             | Christoph Zehendner; Manfred Staiger | Hänssler Verlag        |
| 2002 | Zwischen Himmel und Erde                | Albert Frey                          | Gerth Medien           |
| 2004 | Für jeden Sturm einen Regenbogen        | Werner Hoffmann                      | Felsenfest-Musikverlag |
| 2004 | Feiern und loben 4: Zuflucht und Stärke | Gerhard Schnitter                    | Felsenfest-Musikverlag |
| 2005 | Auf Augenhöhe                           | Andreas Volz                         | Felsenfest-Musikverlag |
| 2006 | Der weiße Reiter                        | Werner Hoffmann                      | Felsenfest-Musikverlag |
| 2009 | Mein Weg in die Stille                  | Werner Hoffmann                      | Felsenfest-Musikverlag |
| 2011 | Urklang                                 | Albert Frey                          | Gerth Medien           |
| 2013 | Ganz nah                                | Christoph Zehendner                  | Gerth Medien           |

### Compilations
Ausschließlich Veröffentlichungen mit der Künstlerin selbst oder mit ihr assoziiertem Gegenstand als ausdrücklichem Subjekt der Zusammenstellung. Das Erscheinen derselben auf künstlerübergreifenden Publikationen ist nicht berücksichtigt.
| Jahr | Titel                     | Verlag       |
| ---- | ------------------------- | ------------ |
| 2009 | Heil-Land: Die Highlights | Gerth Medien |